# Gare de Przeworsk
La gare de Przeworsk (en polonais : Przeworsk (stacja kolejowa)) est une gare ferroviaire polonaise, située sur le territoire de la ville de Przeworsk. Selon la classification PKP, elle appartient à la catégorie des stations locales. Entre 2010 et 2012, le bâtiment de la gare a été reconstruit pour un coût d'environ 8 millions de złotys,.

## Histoire
Elle a été construite en 1859 sur la ligne du Chemin de fer de Galicie.

## Service des voyageurs

### Accueil

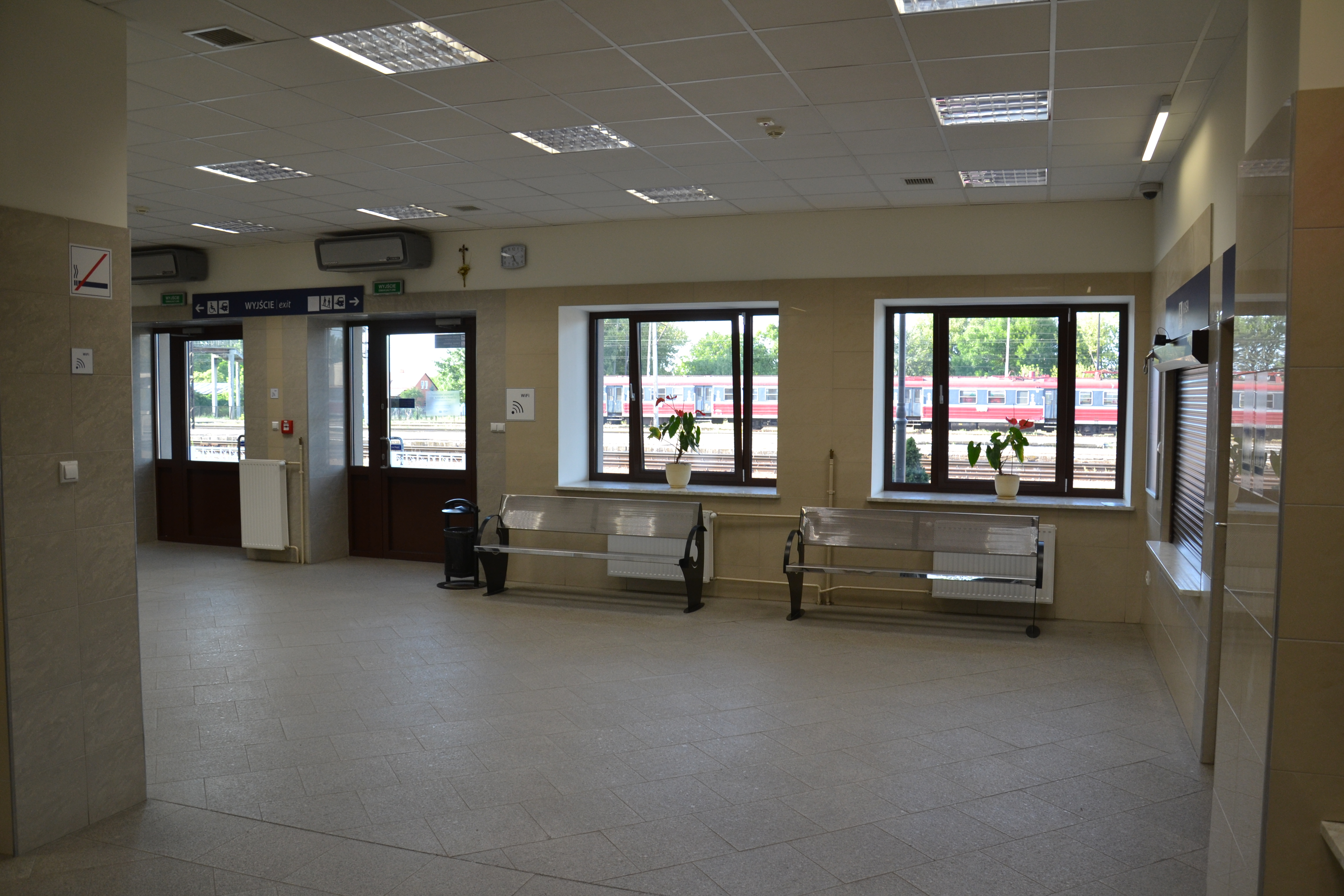
Le hall,
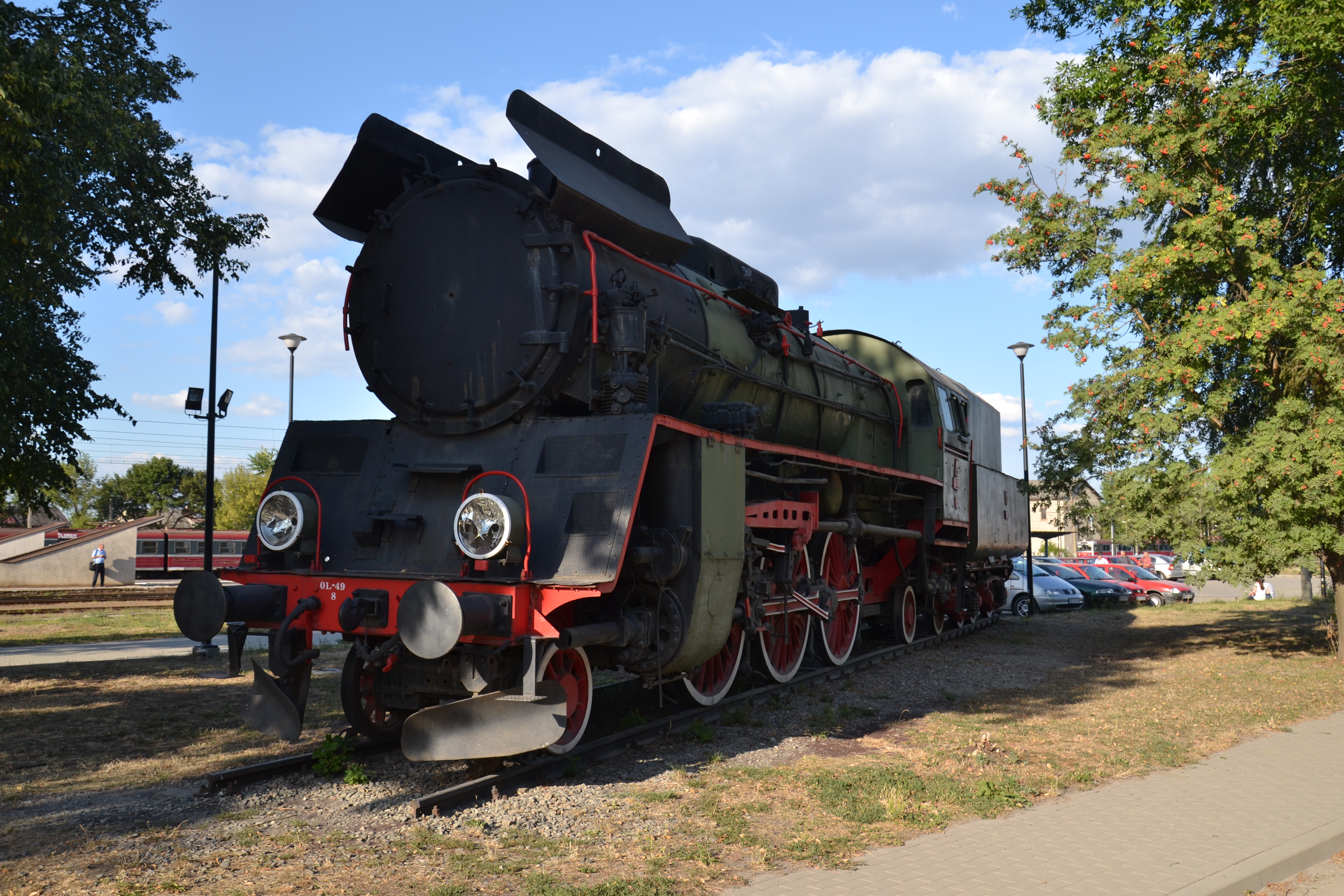
une Ol49-8 à vapeur,
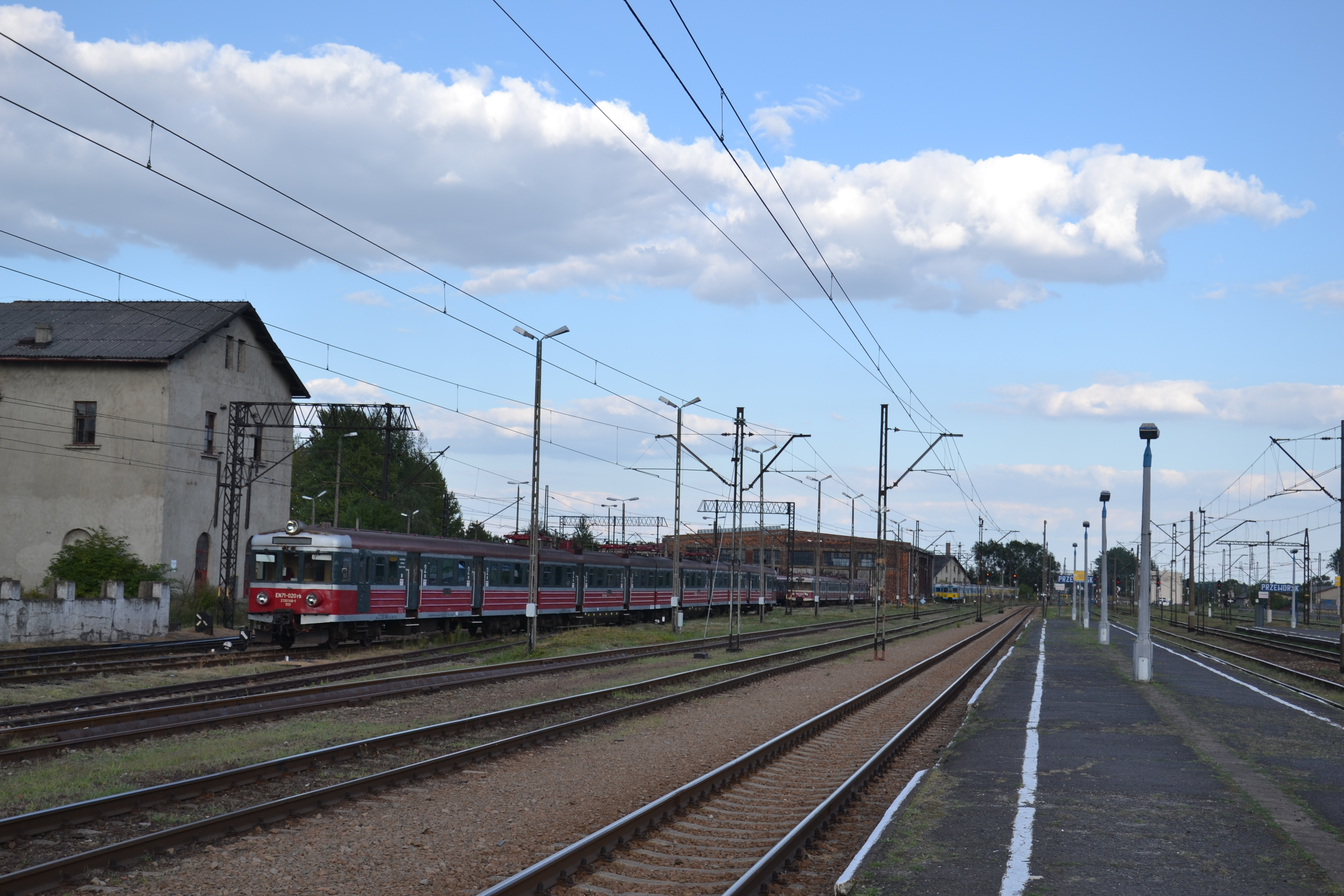
les voies.